# Elijahu Chakim

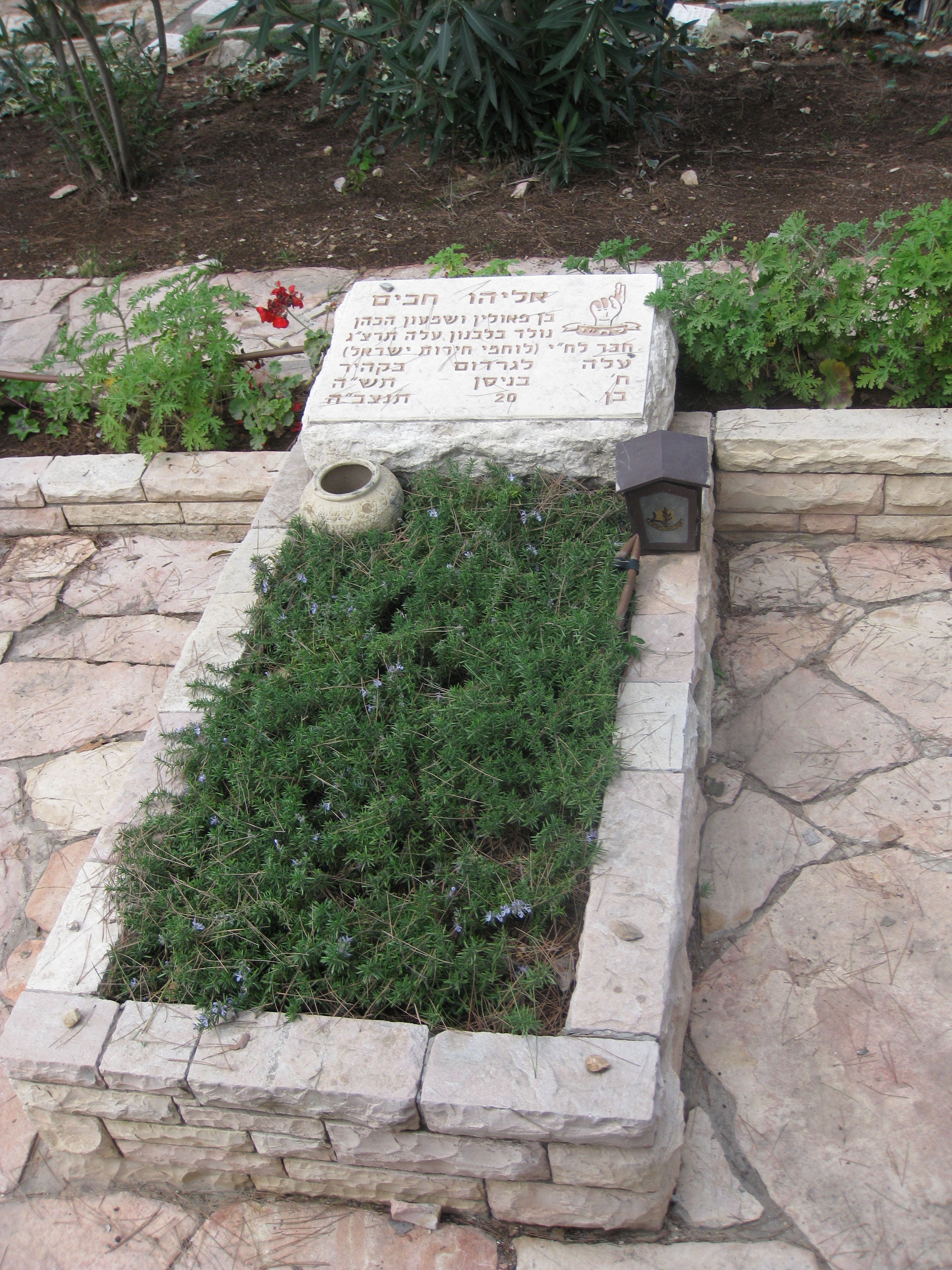
Hrob Elijahu Chakima na Herzlově hoře v Jeruzalémě

Elijahu Chakim (hebrejsky: אליהו חכים, narozen 2. ledna 1925 – 22. března 1945) byl členem židovské radikální skupiny Lechi, který byl oběšen v Egyptě za vraždu britského ministra pro Střední východ lorda Moyna. Byl jedním z olej ha-gardom.

## Biografie
Narodil se v Bejrútu a když mu bylo sedm, jeho rodina se přestěhovala do mandátní Palestiny. Vyrůstal v přístavním městě Haifa a jako mladík vstoupil do Lechi (známé též jako Sternův gang). Během druhé světové války dobrovolně narukoval do britské armády. Byl vyslán do egyptské Káhiry, kde však dezertoval, aby mohl pokračovat ve svých protibritských aktivitách jménem Lechi. Získal si reputaci jako odvážný bojovník, který se podílel na mnoha nebezpečných útocích.
6. listopadu 1944 (bylo mu 19 let) společně s Elijahu Bejt Curim zavraždili lorda Moyna v Káhiře. Chakim v průběhu akce zabil i neozbrojeného Moynova řidiče. Bezprostředně poté byli chyceni a souzeni před vojenským soudem. V procesu byli oba odsouzeni k trestu smrti. Oba byli 22. března 1945 oběšeni na šibenici, zpívajíce Hatikvu, sionistickou (dnes izraelskou) hymnu.
V roce 1975 předal Egypt jejich ostatky Izraeli, výměnou za 20 Arabů, kteří byli v Izraeli vězněni jako teroristé nebo špioni. Oba byli pohřbeni na Herzlově hoře se všemi vojenskými poctami.
V haifské čtvrti Karmel Carfati je na jeho počest pojmenována ulice. V prosinci 1982 byla na jeho počest vydána poštovní známka o nominální hodnotě 3 šekelů, a to v rámci série známek věnovaných dvaceti „mučedníkům boje za izraelskou nezávislost“.